# Top Seed Open
A Top Seed Open 2020-tól évente megrendezésre kerülő WTA International kategóriájú női tenisztorna az amerikai Kentucky államban levő Lexingtonban. A tornát szabad téren, kemény pályán rendezik, első alkalommal 2020. augusztus 10−16. között. A helyszínen korábban, 1997-től ITF-torna zajlott.
A főtáblán 32-en kapnak helyet, 24-en a kvalifikációból indulhatnak, és 16 csapat párosban mérheti össze tudását. A torna első győztese az amerikai Jennifer Brady, aki itt szerezte első WTA-tornagyőzelmét.

## A döntők eredményei

### Egyéni
| Év   | Bajnok         | Döntős        | Eredmény |
| ---- | -------------- | ------------- | -------- |
| 2020 | Jennifer Brady | Jil Teichmann | 6–3, 6–4 |

### Páros
| Év   | Bajnokok | Döntősök | Eredmény |
| ---- | -------- | -------- | -------- |
| 2020 |          |          |          |